# 松井達也
松井 達也（まつい たつや、1965年6月1日 - 2000年11月23日）は浦和競馬場に所属していた騎手。勝負服は青・白一本輪・白袖。那須教養センター教養課程の37期生で、同期に大井競馬場所属の鈴木啓之がいる。

## 人物
1983年、浦和競馬場・鹿沼良作厩舎からデビュー。浦和競馬場のリーディング騎手争いで常に中番手の位置を確保し、将来を嘱望されていたが、2000年11月23日に行われた第3競走（サラブレッドC3クラス・ダートコース1400メートル）にてヒヤマレディに騎乗中、前の馬に接触し、それに巻き添えとなった3頭の競走馬が落馬する事故が発生。松井は転倒したうえに後続馬にもはねられてしまう。落馬した直後は意識がはっきりしており胸が苦しいと訴えながら直ちに病院に運ばれたが、出血性ショックによりまもなく死亡した。当時、松井は婚約済みで12月には結婚式を控えていた矢先の惨事となった。